# Битюков, Иван Васильевич
Иван Васильевич Битюков (13 октября 1912, п. Соляной Рудник — 1970, Попасная) — советский лётчик-штурмовик, участник Великой Отечественной войны.

## Биография

### Довоенные годы
Окончил 7 классов, после чего работал лентовщиком. Окончил рабфак и 1 курс института. С 11 августа 1935 года был призван в ряды Красной Армии. По окончании срочной службы окончил 9-ю Харьковскую военную авиационную школу лётчиков и летнабов, затем — Чугуевское военное авиационное училище лётчиков, где был оставлен инструктором. Затем служил инструктором в Мелитопольской военной авиационной школе пилотов.

### Участие в Великой Отечественной войне. Плен
Иван Васильевич попал на фронт в начале 1943 года в звании старшего лейтенанта. 12 Января 1943 года 6 самолётов Ил-2 из состава 618-го штурмового авиаполка (214-я штурмовая авиадивизия, 2-й смешанный авиакорпус, 8-я Воздушная армия, Сталинградский фронт), ведомая командиром эскадрильи И. В. Битюковым, в плотном строю подошла к аэродрому Питомник на высоте 100 метров со стороны солнца и с планирования обрушила свой боезапас на стоявшие на аэродроме самолёты и зенитную артиллерию противника. При выходе из атаки ведущий Битюков заметил, что к аэродрому подходят 6 немецких транспортных самолётов Ju-52. Была подана команда атаковать «Юнкерсы». Каждый лётчик выбрал себе по одному самолёту и атаковал его. В результате атаки были сбиты все 6 транспортных самолётов противника, ещё 4 самолёта были уничтожены на земле. В этом бою штурмовики потерь не понесли.
Бывший командующий 4-й воздушной армии, главный маршал авиации, Главнокомандующий Военно-воздушными силами СССР К. А. Вершинин в своем письме к однополчанам в 1965 году писал: «Мужество и героизм при выполнении боевых заданий проявили летчики 618-го штурмового полка Солдатов, Битюков и другие…»
14 сентября 1943 года, выполняя на Ил-2 боевое задание по штурмовке вражеских позиций в Керченском проливе в районе станицы Гостагаевской, Битюков заметил немецкий самолёт связи Hs-126 и, так как боезапас самолёта был израсходован, таранил его. Вражеский самолёт упал в плавни, но экипаж Ил-2 — пилот И. В. Битюков и стрелок-радист Я. В. Чачин — был вынужден выброситься из повреждённого самолёта на парашютах на вражескую территорию. Так, контуженный и раненый в ногу, командир эскадрильи 618-го штурмового авиаполка капитан Битюков попал в плен.

### Маутхаузен
Более года провел летчик в плену в различных лагерях. Совершил три дерзких побега. После третьего побега сражался в рядах партизанского отряда на территории Чехословакии. Попав в руки фашистов в четвёртый раз, был признан особо опасным преступником и в первых числах января 1945 года со смертным приговором на руках направлен в изолирблок № 20 концентрационного лагеря «Маутхаузен». Битюкову присвоили порядковый номер «4629».
Сами немцы называли этот блок «блоком смерти», создан он был летом 1944 года. В этом блоке узники не работали и не приносили Рейху никакой пользы, единственным назначением блока было психологическое воспитание солдат самых различных рангов и уровней, служить забавой эсэсовцам, утолять их жажду крови и удовлетворять наслаждение фашистов в человеческих муках. Трудно перечислить все ужасы режима в «блоке смерти».
Узнав о том, что фашисты планируют уничтожить лагерь, тем самым скрыть от мира следы своих злодеяний, пленные запланировали восстание. Главными организаторами и руководителями восстания стали Николай Власов, Александр Исупов и Кирилл Чубченков.

Оружием восставших стали камни, куски угля, куски эрзац-мыла. Дождь из камней и самых различных твердых предметов должен был обрушиться на охранников и часовых пулемётных вышек. Но особую надежду восставшие возлагали на 2 огнетушителя, висевшие на щите в бараке смертников. Колючую проволоку под высоким напряжением надеялись преодолеть с помощью одеял и других тряпок. Восстание назначили на час ночи с 28 на 29 января 1945 года. Но случилось непредвиденное. В ночь с 25 на 26 были выведены из барака двадцать пять узников и среди них руководители восстания. Через несколько часов их на виду у всех сожгли в крематории. Оставшиеся в живых перенесли дату восстания со 2 на 3 февраля. Около двенадцати ночи барак наполнился шорохом и приглушенным рыданием обнимающихся и на всю жизнь прощающихся людей. Все понимали, что для многих, а может и для всех, это последние минуты жизни. Раздалась приглушенная команда «Приготовиться». В бараке наступила гробовая тишина. Каждый узник стал на своё указанное место, люди затаили дыхание.
— Вперед! За Родину! — прозвучал приказ.
Мгновенно распахнулись все окна барака, и толпа узников выскочила во двор, прямо под слепящий свет прожекторов. Послышались крики охранников и на вышках застрочили пулемёты. На вышки полетела туча камней, мешая немцам вести прицельный огонь. Люди бросали на проволоку одеяла, тряпки, взбирались наверх, замыкая своими худыми телами электрические цепи. Первым замолк средний пулемёт. Живые лезли на проволоку по трупам мертвых. Охрана растерялась. Вскоре проволока не выдержала под тяжестью человеческих тел. Узники увидели огненный столб, и весь лагерь погрузился в темноту. Битюков одним из первых подбежал к стене под вышкой № 3 и при помощи товарищей вскарабкался на стену, затем к пулемёту. Камни узников и пена огнетушителя сделала своё дело. Сбросив фашиста вниз, Иван Васильевич направил пулемёт на вышки охраны, а потом и на фашистов, которые бежали на помощь своим со всех сторон. Когда лагерь погрузился в темноту, пулемёт был уже не нужен. Человеческие голоса слышались далеко за лагерем. Иван Васильевич спрыгнул с вышки и бежал от этого ада.— Смирнов С.С. "Герои блока смерти", – Москва, Госполитиздат, 1963.
После побега, передвигаясь только в тёмное время суток, Битюков встретился с оставшимся в живых после побега Виктором Украинцевым. Уходя всё дальше от лагеря, они оказались на окраине австрийского местечка Гольцляйтен около усадьбы бургомистра, ярого гитлеровца. Трое русских остарбайтеров, работающих на бургомистра, в течение двух недель поддерживали беглецов провиантом, достали узникам гражданскую одежду, помогли выбраться из города. Плохо владея немецким языком, Битюков и Украинцев попали на немецкую засаду, вследствие чего Украинцев снова попадает в Маутхаузен, а Битюков, раненный в голову, оказывается в тюрьме города Санкт-Пёльтен. Во время ночной бомбардировки Санкт-Пёльтена силами американской авиации авиабомба попала в тюрьму, разрушив стену и позволив Битюкову, сильно изможденному после ранения и тюремного режима, бежать. В маленьком пограничном селе был подобран и выхожен местной крестьянкой, в этой же семье в апреле 1945 года он встретил советских солдат.

### Послевоенные годы
В известной книге Т. Полака и К. Шоурза «Асы Сталина» указаны данные о том, что «капитан И. В. Битюков в штурмовых атаках уничтожил 6 немецких самолётов, 22 танка, 150 грузовиков и 35 орудий. Кроме того, в воздушных боях он сбил 13 самолётов противника». И всё это менее чем за год войны. История не сохранила свидетельств о том, как проходила последовавшая после возвращения проверка сотрудниками СМЕРШа и чем она закончилась, но вопрос о награждении его званием Героя Советского Союза никогда не поднимался.
После войны Битюков работал инженером-конструктором на Попаснянском вагоноремонтном заводе, а также был руководителем кружка планеризма клуба «Юный техник» г. Попасная. Был частым гостем в школах города на торжественных мероприятиях.
По улице Герцена, 3 в городе Попасная, где в послевоенные годы действовал клуб «Юный техник», руководителем которого был И. В. Битюков, на сегодняшний день расположен Районный краеведческий музей. В этом музее в зале Великой Отечественной войны хранится память Ивану Битюкову, человеку-легенде.

### Фотографии

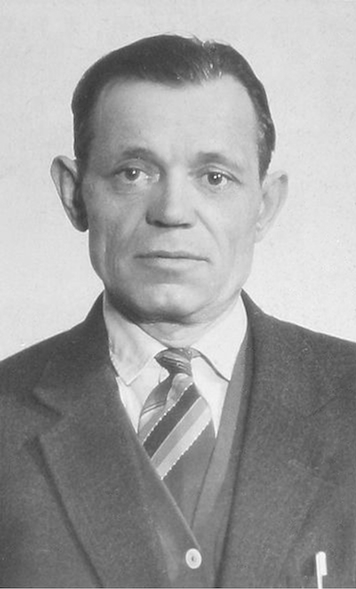
Битюков И.В. Апрель, 1963 год
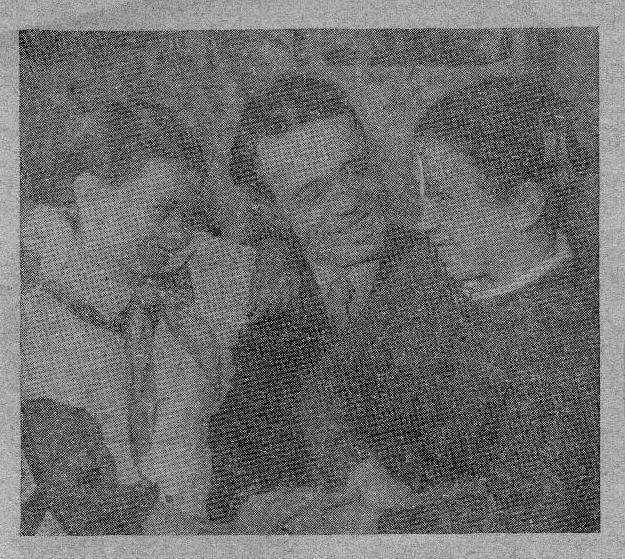
Бывший узник блока №20 И.В. Битюков со своими детьми.
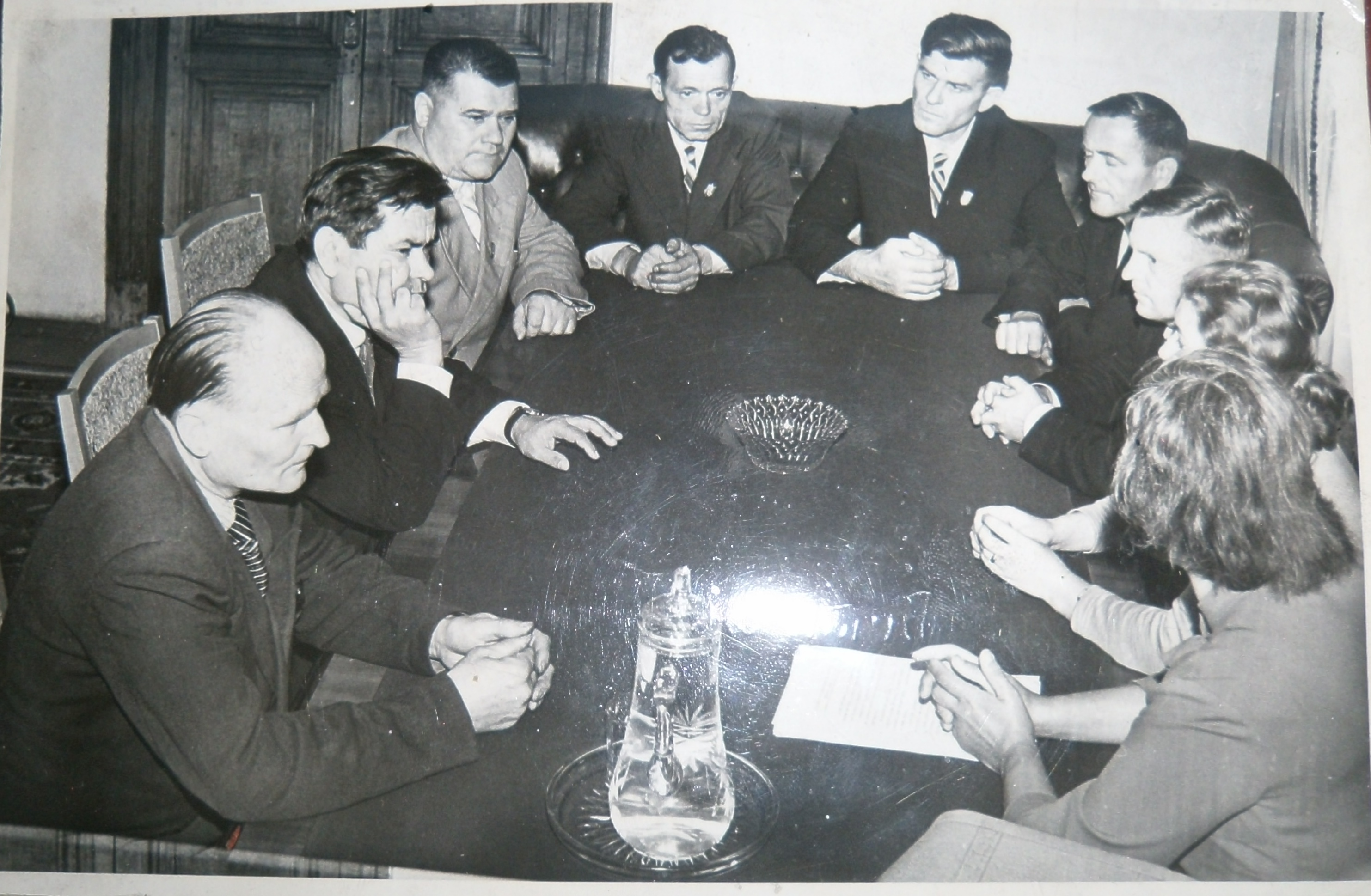
Встреча А.П. Маресьева. На фото слева направо - Михенков, Маресьева, Шепетя, Битюков, Украинцев, Бакланов, Соседко. 27.09.1962
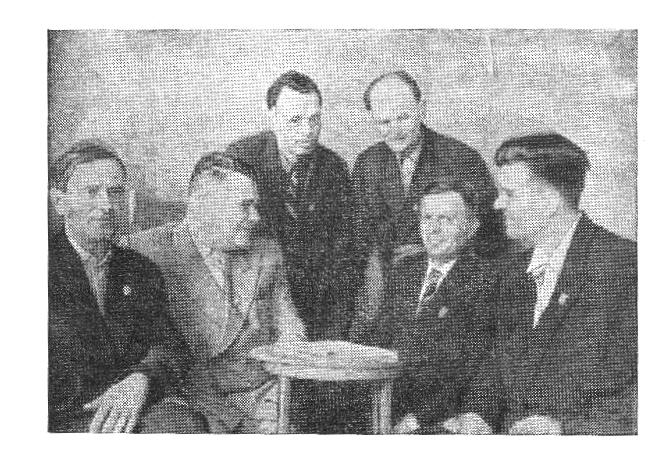
Герои блока смерти Маутхаузена (слева направо)И.Бакланов, В.Шепетя, И.Битюков, А.Мухеенко, В.Соседко, В.Украинцев